# Oskar Parish von Senftenberg
Oskar Parish, seit 1899 Oskar Parish von Senftenberg (* 25. Oktober 1864 in Würzburg; † 19. November 1925 in Immendorf, Hollabrunn, Niederösterreich) war ein österreichisch-ungarischer Adeliger, Großgrundbesitzer und Politiker. Er war u. a. Abgeordneter des österreichisch-ungarischen Reichsrates, des böhmischen Landtages und des Herrenhauses.

## Leben und Wirken
Parish war der zweite von drei das Kindesalter überlebenden Söhnen des Edmund von Parish und seiner Ehefrau. Väterlicherseits war er Angehöriger einer Hamburgischen Kaufmannsfamilie schottischer Abstammung, die es im späten 18. und frühen 19. Jahrhundert zu gewaltigem Reichtum gebracht hatte. Sein älterer Bruder war der als Privatier und Privatgelehrter bekannt gewordene Edmund von Parish (1861–1916).
1881 erbte Parish aus nicht geklärten Gründen (anstatt seines Vaters oder seines älteren Bruders) nach dem Tod seines Onkels George Parish von diesem den Besitz des Rittergutes Senftenberg in Böhmen mitsamt dem dazugehörigen Schloss Senftenberg.
Am 7. Mai 1896 wurde Parish zum Abgeordneten des österreichisch-ungarischen Reichsrats für den böhmisch nicht-fideicommissarischen Großgrundbesitzes (tschechisch-feudaler Großgrundbesitz) gewählt. Während der Wahlperiode 1898/1899 gehörte Parish im Reichsrat dem volkswirtschaftlichen Ausschuss und dem Pressausschuss an. Er gehörte dem Reichsrat insgesamt elf Jahre, von 1896 bis 1907, an. Ab 1909 war er Mitglied des Herrenhauses.
1899 wurde Parish durch Kaiser Franz Joseph in den Freiherrenstand mit dem Prädikat „Senftenberg“ verliehen.